# Бирач
Бирач (на сръбски: Birač/ Бирач) – исторически регион в днешна Босна и Херцеговина, който включва територията на съвременните градове и общности на Република Сръбска Миличи, Власеница, Сребреница, Братунац, Зворник и Шековичи.

## География
От времето на Османската империя като регион на Бирач е наричана областта на средното Подриние, ограничена от Власеница на запад и Сребреница на изток. Представлява плато с височина от 600 до 900 m. простиращо се в посока северозапад—югоизток. Най-високите върхове са Сирика (1071 m), Комич (1032 m) и Лисина (1262 m). Има много долини на реки, които извират от югозапад от планините Явор и се вливат в река Ядар. Бирач е известен с мекия си климат и с растителността си. Малка част от земята е използвана за земеделие – по-голямата част е заета от иглолистни и широколистни гори.
Най-големите населени места са Горни Залуковик, Върли Край, Герови, Бачичи, Вишница, Нуричи, Помол, Бечичи, Горне Върсине, Доне Върсине, Заклопач, Заградже. Основните занятия са горското стопанство и животновъдството.

## История
По време на османското владичество, тази земя е Бирче. От края на 16 век има кадилък, който се нарича Кнежина и Бирче: там влизат градовете Кнежина, Нова Касаба и Власеница. На територията на кадилъка е и манастира Ловница. От тези времена са останали множество исторически забележителности, пътища, сгради, крепости и църкви.
По време на Втората световна война в Бирач се провеждат активни военни действия между югославските партизани на Тито и четниците, макар че и двете страни също така трябва да отразяват и натиска на усташите.
През ноември 1990 г., след свободните избори в Босна и Херцеговина, босненските сърби започват процес на създаване на собствена автономна държава, и през септември 1991 г. в състава на Босна и Херцеговина се появява Сръбските автономни области. На 9 ноември е създадена Сръбската автономна област Бирач, която е закрита на 21 ноември, с решение на Скупщината на босненските сърби, която включва Бирач в състава на Сръбска автономна област Романия – Бирач.
На 9 януари 1992 г. босненските сърби обявяват образуването на Република Сръбска в Босна и Херцеговина, в състава на която влизат всички сръбски овтономни области, провъзгласени в Босна и Херцеговина от началото на 1990-те години. На 12 август 1992 г., държавата е преименувана в Република Сръбска. Територията на Бирач остава в състава на Република Сръбска и след завършването на гражданската война.